# Arnar Gunnlaugsson
Arnar Bergmann Gunnlaugsson (ur. 3 marca 1973 w Akranes) – islandzki piłkarz grający na pozycji napastnika, i trener piłkarski. Od 2025 selekcjoner Islandii w piłce nożnej.